# François-Joseph Double
François-Joseph Double, né à Verdun-sur-Garonne (Tarn-et-Garonne) le 11 mars 1776 et mort à Paris le 12 juin 1842, est un médecin français.

## Famille
François-Joseph Double est le fils de Jean, pharmacien à Verdun-sur-Garonne, et de Jeanne Rey. Il épouse le 17 juillet 1809 Élisabeth-Jeanne-Caroline Pelletier (1786-1844), fille du chimiste Bertrand Pelletier (1761-1797) et de Marguerite Sédillot (1765-1828), et sœur du pharmacien et chimiste Pierre Joseph Pelletier (1788-1842).
François-Joseph Double est le frère de Pierre-Michel-Marie Double, archevêque de Tarbes (1767-1844).
Il est le père de l'officier d'artillerie et collectionneur Léopold Double (1812-1881), époux d'Eugénie Pauline Collin (1827-1900), et de Jeanne-Charlotte-Mélanie Double (1810-1865), épouse en premières noces d'Athénodore Collin (1798-1849), oncle d'Eugénie Pauline Collin qui sont le petit-fils et l'arrière petite fille d'Anne Catherine Calixte des Essartz (1762-1788) et du docteur Jean-Baptiste Dumangin qui s'illustre en soignant et autopsiant Louis XVII en juin 1795, et en secondes noces, Mélanie Double est comtesse Guillaume Libri Carucci (1803-1869), son second époux qui s'illustre par des vols de livres rares dans les bibliothèques publiques françaises. 
Il est aussi le grand-père du baron Lucien-Joseph-Eugène Double (1848-1895), bibliophile et bibliographe, qui épousa en 1885 Henriette Marie Adélaïde Biard, devenue la baronne Marie Double, dite « Étincelle » (1840-1897).

## Biographie
Il commença ses études en pharmacie à Toulouse puis, pour éviter la conscription, s'engagea comme aide-pharmacien à l'armée des Pyrénées. La paix faite avec l'Espagne en 1795, Double alla terminer ses études à Montpellier et y soutint, le 28 juin 1799, sa thèse de doctorat sur « la période d'imminence des maladies ».
Après avoir passé deux années en Espagne avec son frère Pierre-Michel, le futur évêque de Tarbes, il vint à Paris en 1803, Paul-Joseph Barthez l'avait recommandé à Jean Sédillot ; celui-ci l'attacha à la rédaction de son journal médical, La Société de médecine, devenu le Journal général de la médecine. Le Dr Double y analysait les ouvrages scientifiques, donnait des articles de vulgarisation ou de doctrine. Il collabora avec son beau-père  Bertrand Pelletier, notamment pour la préparation du sulfate de quinine, dont Double avait été l'un des premiers à signaler l'efficacité pour la lutte contre les fièvres intermittentes. Il traduisit Interpres clinicus, de Klein, destiné à familiariser les jeunes médecins avec la langue latine, remporta une partie du prix de l'empereur Napoléon de 12 000 fr. pour son ouvrage sur le croup, qui lui vaut une première mention européenne au concours ouvert en 1807 par Napoléon, qui venait de perdre, de cette maladie, son neveu et héritier, le prince royal de Hollande.
Membre fondateur avec Antoine Portal de l'Académie royale de médecine en 1820, il fut, en 1831, rapporteur de la commission nommée pour préserver la France de la contagion du choléra et, l'année suivante, lorsque se fut déclarée l'épidémie, dirigea le poste médical du Gros-Caillou. Comme journaliste médical, il entra à l'Académie des sciences en oct. 1832, en concurrence avec François Broussais et succédant à Antoine Portal.
La pairie lui avait été offerte sous Louis-Philippe Ier, à la condition qu'il renonce à l'exercice de son art : il refusa.
François-Joseph Double mourut d'une pneumonie. Il est inhumé au cimetière du Père-Lachaise à Paris (8e division).
Il habitait au no 19 rue Bonaparte Sa tombe, en reprise par la Ville de Paris, fut préservée grâce à l'intervention de Domenico Gabrielli, Président de l'Association Internationale du cimetière Père Lachaise auprès de Monsieur Raymond Bastien, alors Secrétaire perpétuel de l'Académie nationale de médecine.

## Principales publications
- Traité du croup (1811)
- Séméiologie générale ou traité des signes et de leur valeur dans les maladies (3 volumes, Paris, Croullebois) Lire en ligne : vol.  1 (502 p.) ; vol.  2 ; vol.  3

## Source
- Domenico Gabrielli, Dictionnaire historique du cimetière du Père-Lachaise XVIIIe et XIXe siècles, Paris, éd. de l'Amateur, 2002, 334 p. (ISBN 978-2-85917-346-3, OCLC 49647223, BNF 38808177)